# براود بیچ، کوئینزلند
براود بیچ (به انگلیسی: Broadbeach) یک حومه شهر در استرالیا است که در کوئینزلند واقع شده‌است.